# Æthelmær (évêque d'Elmham)
Pour les articles homonymes, voir Æthelmær.
Æthelmær est un ecclésiastique anglo-saxon du XIe siècle.

## Biographie
Æthelmær est le frère d'un autre prélat anglo-saxon, Stigand. Lorsque ce dernier devient évêque de Winchester en 1047, Æthelmær lui succède comme évêque d'Elmham. Faute de documents d'époque, il est difficile de retracer ses actions durant les vingt-trois ans qu'il passe à la tête de ce diocèse. Il est déchu en 1070, dans le cadre d'une grande purge des évêques d'origine anglo-saxonne menée par le roi Guillaume le Conquérant. Son frère perd au même moment l'archevêché de Cantorbéry. Son sort après cette date est inconnu.